# Constantin-Jean-Marie Prévost
Pour les articles homonymes, voir Prévost.
Constantin-Jean-Marie Prévost, ou Constantin Prévost, né en 1796 à Toulouse où il est mort le 15 novembre 1865, est un peintre et conservateur de musée français.

## Biographie
Constantin-Jean-Marie Prévost est le fils de Jean Marie Dominique Prévost et de Jeanne Daurio.
D'abord formé à l'école des beaux-arts de Toulouse et élève de Joseph Roques, il arrive ensuite à Paris où il intègre l'atelier d'Antoine-Jean Gros.
Après avoir obtenu une médaille d'or au Salon de Toulouse en 1827 avec La Prise de Missolonghi, il séjourne à Rome. Peintre d’histoire et portraitiste, il expose au Salon entre 1824 et 1845. Il y est récompensé d'une médaille de deuxième classe en 1833,.
En 1838, il succède à François Jacquemin au poste de conservateur du musée de Toulouse.
En 1842, il est professeur de peinture, et restaurateur de tableaux.
En 1861, il cède la charge de conservateur à Jules Garipuy, puis entre au conseil municipal de Toulouse.
Il meurt à son domicile à l'âge de 69 ans.

## Œuvres exposées aux Salons parisiens
- Confession d'un jeune garçon, au Salon de 1824
- Un jeune malade donne à son père malheureux un morceau de pain dont il s'est privé, au Salon de 1827
- Femme surprise à son lever, au Salon de 1831
- La jalousie, au Salon de 1831
- Michel-Ange et Jules II, au Salon de 1831
- Mariniers napolitains, au Salon de 1831
- Femme endormie dans la campagne de Rome, au Salon de 1831
- Une pauvre veuve et sa famille dans l'atelier d'un peintre, au Salon de 1833
- La croix d'honneur, ou les dernières paroles d'un jeune soldat, au Salon de 1836
- Saint-Pierre, au Salon de 1843
- Apothéose de saint Vincent de Paul, au Salon de 1845
- Giotto et Cimabué, au Salon de 1845

## Publications
- Proudhon, jugé et traité selon ses doctrines métaphysiques : réfutation comico-sérieuse de ce grand pamphlétaire, Paris, G.Guérin, 1858 (lire en ligne).
- La déomanie au XIXe siècle : Aug. Comte, Saint-Simon, Enfantin, Proudhon, Paris, Ledoyen / Librairie des sciences sociales, 1860 (lire en ligne).
- Du musée de Toulouse et du rapport de M. George, Toulouse, I. Viguier, 1862 (réimpr. septembre 2021) (ISBN 978-2-329-64139-3, lire en ligne).
- Du désordre dans la science de l'homme et de la société : moyens progressifs de l'atténuer, Paris, Ledoyen / Librairie des sciences sociales, 1865 (lire en ligne).